# Wordless Music Orchestra
Wordless Music Orchestra je americký symfonický orchestr, který sídlí v New Yorku. Založil jej v roce 2006 manažer Ronen Givony a mimo klasické hudby se věnuje také doprovodu hudebníků z oblasti populární hudby. V lednu roku 2013 například doprovodil hudebníka Johna Calea při jeho newyorských koncertech. S Calem orchestr spolupracoval znovu v listopadu 2017. V březnu následujícího roku také vystupoval s Jonnym Greenwoodem, který představoval své dílo There Will Be Blood. Hlavním dirigentem orchestru je Jeffrey Milarsky.